# (5758) Brunini
(5758) Brunini est un astéroïde de la ceinture principale.

## Description
(5758) Brunini est un astéroïde de la ceinture principale. Il fut découvert le 20 août 1976 à El Leoncito par l'Observatoire Félix Aguilar. Il présente une orbite caractérisée par un demi-grand axe de 2,25 UA, une excentricité de 0,06 et une inclinaison de 6,8° par rapport à l'écliptique.

## Compléments